# 长鳍银鲈
长鳍银鲈（学名：Gerres acinaces）为银鲈科银鲈属的鱼类。分布于红海、印度洋非洲东岸及安达曼群岛至太平洋波利尼西亚以及西沙群岛海域等。